# 1844 год в литературе

## Книги
- «Андрей Колосов» — произведение Ивана Тургенева.
- «Арсена Гильо» (Arsène Guillot) — новелла Проспера Мериме.
- «Двадцать лет спустя» (Vingt ans après) — роман Александра Дюма-отца (опубликован в 1845).
- «Дочь Рапачини» — новелла Натаниела Готорна.
- «Евгения Гранде» Оноре де Бальзака — первый перевод романа на русский язык Ф. М. Достоевского опубликован в журнале «Репертуар и пантеон» без указания имени переводчика.
- «Наль и Дамаянти» — поэма Василия Жуковского (перевод индийской поэмы «Махабхарата»)
- «Повесть Крутых гор» — рассказ Эдгара Аллана По.
- «Преждевременное погребение» — рассказ Эдгара Аллана По.
- «Тайпи» (Турее) — роман Германа Мелвилла.
- «Три мушкетёра» (Les Trois Mousquetaires) — роман Александра Дюма-отца.
- «Обыкновенная история» — роман И. А. Гончарова

## Родились
- 30 марта — Поль Верлен, (Paul Marie Verlaine), французский поэт (умер в 1896).
- 16 апреля — Анатоль Франс (настоящее имя Анатоль Франсуа Тибо; Anatole François Thibault), французский писатель, лауреат Нобелевской премии по литературе 1921 года (умер в 1924).
- 28 июля — Джерард Мэнли Хопкинс, английский поэт (умер в 1889).
- 17 августа — Елизавета Николаевна Водовозова (урождённая Цевловская), русская детская писательница (умерла в 1923).
- 7 ноября — Арсений Иванович Введенский, русский литературный критик, библиограф, историк литературы (умер в 1909).
- 17 ноября – Августо Альфани, итальянский писатель и поэт (умер в 1923).
- Адиб Пишавари, персидский поэт (умер в 1930).

## Умерли
- 27 января — Шарль Нодье, французский писатель (родился в 1780).
- 27 февраля – Адриан-Фирмен Пиллон, французский драматург, поэт и писатель (род. в 1766).
- 23 марта — Бруно Кициньский, польский поэт, переводчик, издатель (родился в 1797).
- 11 июля — Евгений Абрамович Баратынский, русский поэт (родился в 1800).
- 23 августа — Рене де Шазе, французский писатель, драматург, поэт (родился в 1774).
- 21 ноября — Крылов, Иван Андреевич, русский писатель (родился в 1769).